# Hyalomis hypochryseis
Hyalomis hypochryseis är en fjärilsart som beskrevs av George Francis Hampson 1898. Hyalomis hypochryseis ingår i släktet Hyalomis och familjen björnspinnare. Inga underarter finns listade i Catalogue of Life.